# الطبقة (إب)

تعديل مصدري - تعديل

الطبقة محلة تابعة لقرية سواد، التابعة لعزلة بني محرم بمديرية إب إحدى مديريات محافظة إب في الجمهورية اليمنية.، بلغ تعداد سكانها 52 حسب تعداد اليمن لعام 2004.